# Jacques-Antoine Dulaure
Jacques-Antoine Dulaure, född 3 december 1755, död 18 augusti 1835, var en fransk revolutionspolitiker.
Dulaure var vid revolutionens utbrott verksam som publicist i Paris. Som varm frihetsvän valdes han 1792 in i konventet, slöt sig till girondisterna men lyckades genom flykt till Schweiz undgå sina meningsfränders olycksöde. Efter thermidorkrisen återkallades han och var under direktoriet medlem av de femhundrades råd. Dulaure motsatte sig 1799 Napoleon Bonapartes statskupp och levde därefter huvudsakligen som privatman.